# Nine (musikgrupp)
Nine är ett hardcore/metal-band som grundades 1994 i Linköping.

## Biografi

### To the Bottom & Listen
Nine bildades i Linköping 1994 och fick snabbt rykte om sig som ett utomordentligt liveband. Året efter, 1995, släpptes bandets debut-EP, To the Bottom, på No Looking Back Records.
1996 spelade bandet in debutalbumet Listen, som utgavs på Startracks. Skivan producerades av Fred Estby, som tidigare samarbetat med bl.a. Dismember. Skivan följdes av turnéer tillsammans med Entombed och Frodus.

### Kissed by the Misanthrope & Lights Out
1998 släpptes bandets andra fullängdare Kissed by the Misanthrope. Bandet hade nu signerats av Burning Heart Records' dotterbolag Sidekicks Records.
1999 släpptes en split-EP tillsammans med bandet Like Peter at Home på det spanska bolaget Outlast Records. Skivan innehöll totalt sju spår, varav Nine stod för tre.
2001 kom Nines tredje fullängdare, Lights Out, utgiven på Burning Heart Records. Skivan fick lysande recensioner, bl.a. av musiktidningen Kerrang!. Låten "Carnage" inkluderades i filmen Jalla! Jalla!.

### Killing Angels & It's Your Funeral
2003 släpptes bandets fjärde studioalbum, Killing Angels. Skivan mottogs väl och snittar på 3,8/5 på Kritiker.se, baserat på tre recensioner.
Killing Angels blev Nines sista album för Burning Heart Records. 2006 utgavs en EP, Death Is Glorious, på Combat Rock Industry, följt av bandets femte studioalbum It's Your Funeral, släppt på Spinefarm Records 2007. Skivan fick ett negativt mottagande och snittar på 2,6/5 på Kritiker.se, baserat på tre recensioner.

## Medlemmar
Nuvarande medlemmar
- Johan Lindqvist – sång
- Robert Karlsson – basgitarr
- Tor Castensson – trummor
- Oskar Ekman – gitarr

Tidigare medlemmar
- Oskar Eriksson – basgitarr
- Gustav Björnsson – basgitarr
- Johan – gitarr
- Eric Nordstedt – gitarr
- Karl Torstensson – trummor
- Benjamin Vallé – gitarr

## Diskografi
Studioalbum
- Listen (1996, Startracks)
- Kissed by the Misanthrope (1998, Sidekicks Records)
- Lights Out (2001, Burning Heart Records)
- Killing Angels (2003, Burning Heart Records)
- It's Your Funeral (2007, Spinefarm Records)

EP
- To the Bottom (1995, No Looking Back Records)
- Death Is Glorious (2006, Blacktop Records)

Annat
- A Split CD (1999, Outlast Records, delad CD: Like Peter at Home / Nine)